# Punchy

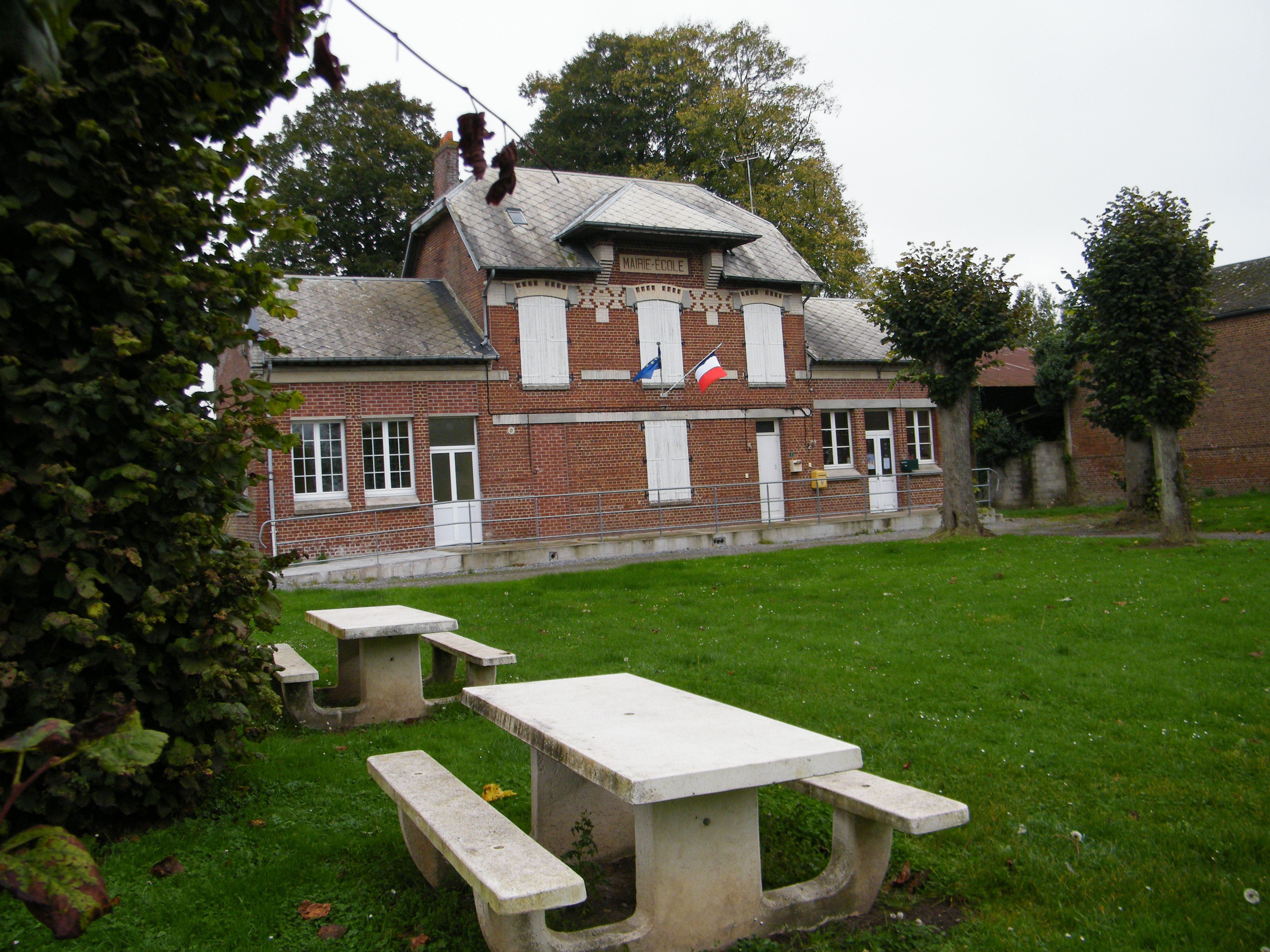
Rathaus und Schule von Punchy

Punchy (picardisch: Peuchin) ist eine nordfranzösische Gemeinde mit 79 Einwohnern (Stand 1. Januar 2022) im Département Somme in der Region Hauts-de-France. Die Gemeinde liegt im Arrondissement Péronne, gehört zum Kanton Ham und ist Teil der Communauté de communes Terre de Picardie.

## Geographie
Die Gemeinde liegt rund 4 km südlich von und unmittelbar angrenzend an Chaulnes sowie 9 km ostsüdöstlich von Rosières-en-Santerre an der Départementsstraße D39. Als einzige Kantonsgemeinde liegt das auch einem anderen Gemeindeverband als die überwiegende Zahl der Gemeinden des Kantons angehörende Punchy größtenteils östlich der Hochgeschwindigkeitsbahnstrecke des LGV Nord und der Autoroute A1.

## Geschichte
Punchy erhielt als Auszeichnung das Croix de guerre 1914–1918.

## Einwohner
| 1962 | 1968 | 1975 | 1982 | 1990 | 1999 | 2006 | 2010 |
| ---- | ---- | ---- | ---- | ---- | ---- | ---- | ---- |
| 88   | 78   | 79   | 98   | 78   | 65   | 70   | 78   |

## Verwaltung
Bürgermeister (maire) ist seit 2001 Gérard Leguillier.